# Gołubowka (rejon russko-polański)
Gołubowka (ros. Голубовка) – wieś (dieriewnia) w Rosji, w obwodzie omskim, w rejonie russko-polańskim. W 2010 liczyła 4 mieszkańców.